# FEB Eredivisie 2009-10
Het FEB Eredivisie seizoen 2009–10 was het 50e seizoen van de Nederlandse basketballeredivisie. Hierin werd gestreden voor het 63e Nederlands kampioenschap basketbal.
Dit seizoen speelden er 10 clubs in de Eredivisie, nadat de Den Helder Seals vanwege een faillissement uit de competitie werden gezet. In dit seizoen speelden alle clubs 36 wedstrijden.
Het seizoen werd geopend op 4 oktober 2009, met een wedstrijd tussen Bergen op Zoom en Den Bosch.
Het seizoen werd afgesloten met de Play-offs waarbij de GasTerra Flames uit Groningen landskampioen werden, ten koste van WCAA Giants uit Bergen op Zoom door met 4-1 te winnen in de finale.

## Clubs
| Team                     | Stad             | Stadion                   | Capaciteit | Coach                                |
| ------------------------ | ---------------- | ------------------------- | ---------- | ------------------------------------ |
| ABC Amsterdam            | Amsterdam        | Sporthallen Zuid          | 3.000      | Ferry Steenmetz                      |
| WCAA Giants              | Bergen op Zoom   | Sporthal Boulevard        | 900        | Erik Braal                           |
| EiffelTowers             | 's-Hertogenbosch | Maaspoort Sports & Events | 2.800      | Don Beck / Maarten van Gentad-intrim |
| GasTerra Flames          | Groningen        | Martiniplaza              | 4.300      | Marco van den Berg                   |
| De Friesland Aris        | Leeuwarden       | Sporthal Kalverdijkje     | 800        | Pete Miller                          |
| Zorg en Zekerheid Leiden | Leiden           | Vijf Meihal               | 800        | Toon van Helfteren                   |
| Matrixx Magixx           | Nijmegen         | Sporthal De Horstacker    |            | Michael Schuurs                      |
| Rotterdam Challengers    | Rotterdam        | Topsportcentrum R'dam     | 1.000      | Zlatko Jezerkic                      |
| Upstairs Weert           | Weert            | Sporthal Boshoven         |            | Olivier van Kempen                   |
| Landstede Basketbal      | Zwolle           | ZBC Hal                   |            | Adriaan van Bergen                   |

## Stand

### Eindstand na competitie
|  | 1.  | GasTerra Flames          | Groningen        | 36 | 33 | 3  | 66 |  |  |  |
|  |     |                          |                  |    |    |    |    |  |  |  |
|  | 2.  | WCAA Giants              | Bergen op Zoom   | 36 | 24 | 12 | 48 |  |  |  |
|  |     |                          |                  |    |    |    |    |  |  |  |
|  | 3.  | EiffelTowers             | 's-Hertogenbosch | 36 | 24 | 12 | 48 |  |  |  |
|  |     |                          |                  |    |    |    |    |  |  |  |
|  | 4.  | Matrixx Magixx           | Nijmegen         | 36 | 23 | 13 | 46 |  |  |  |
|  |     |                          |                  |    |    |    |    |  |  |  |
|  | 5.  | Zorg en Zekerheid Leiden | Leiden           | 36 | 22 | 14 | 44 |  |  |  |
|  |     |                          |                  |    |    |    |    |  |  |  |
|  | 6.  | De Friesland Aris        | Leeuwarden       | 36 | 19 | 17 | 38 |  |  |  |
|  |     |                          |                  |    |    |    |    |  |  |  |
|  | 7.  | ABC Amsterdam            | Amsterdam        | 36 | 14 | 22 | 28 |  |  |  |
|  |     |                          |                  |    |    |    |    |  |  |  |
|  | 8.  | Upstairs Weert           | Weert            | 36 | 12 | 24 | 24 |  |  |  |
|  |     |                          |                  |    |    |    |    |  |  |  |
|  | 9.  | Landstede Basketbal      | Zwolle           | 36 | 5  | 31 | 10 |  |  |  |
|  |     |                          |                  |    |    |    |    |  |  |  |
|  | 10. | Rotterdam Challengers    | Rotterdam        | 36 | 4  | 32 | 8  |  |  |  |

### Uitleg kleuren
| Kleur | Betekenis                    |
| ----- | ---------------------------- |
|       | Landskampioen (na Play-Offs) |
|       | Deelname aan de Play-Offs    |
|       | Winnaar van de NBB-Beker     |

| Landskampioen 2010                 |
| ---------------------------------- |
| GasTerra Flames Groningen 3e titel |

## Play-offs
De Play-offs werden dit seizoen ook weer gespeeld met de 8 teams die het hoogste eindigden op de ranglijst. Uiteindelijk werd na het spelen van de play-offs Groningen landskampioen van 2009-2010.
|  | Kwartfinale Best-of-Three | Kwartfinale Best-of-Three |                 |   | Halve finale Best-of-Five | Halve finale Best-of-Five |  |  | Finale Best-of-Seven | Finale Best-of-Seven |
|  |                           |                           |                 |   |                           |                           |  |  |                      |                      |
|  |                           |                           |                 |   |                           |                           |  |  |                      |                      |
|  |                           |                           |                 |   |                           |                           |  |  |                      |                      |
|  |                           |                           |                 |   |                           |                           |  |  |                      |                      |
|  | 1 GasTerra Flames         | 2                         |                 |   |                           |                           |  |  |                      |                      |
|  | 1 GasTerra Flames         | 2                         |                 |   |                           |                           |  |  |                      |                      |
|  | 8 Upstairs Weert          | 0                         |                 |   |                           |                           |  |  |                      |                      |
|  | 8 Upstairs Weert          | 0                         | GasTerra Flames | 3 |                           |                           |  |  |                      |                      |
|  |                           |                           | GasTerra Flames | 3 |                           |                           |  |  |                      |                      |
|  |                           | ZZ Leiden                 | 2               |   |                           |                           |  |  |                      |                      |
|  | 4 Matrixx Magixx          | ZZ Leiden                 | 2               | 0 |                           |                           |  |  |                      |                      |
|  | 4 Matrixx Magixx          |                           |                 | 0 |                           |                           |  |  |                      |                      |
|  | 5 ZZ Leiden               | 2                         |                 |   |                           |                           |  |  |                      |                      |
|  | 5 ZZ Leiden               | 2                         | GasTerra Flames | 4 |                           |                           |  |  |                      |                      |
|  |                           |                           | GasTerra Flames | 4 |                           |                           |  |  |                      |                      |
|  |                           | WCAA Giants               | 1               |   |                           |                           |  |  |                      |                      |
|  | 2 WCAA Giants             | WCAA Giants               | 1               | 2 |                           |                           |  |  |                      |                      |
|  | 2 WCAA Giants             |                           |                 | 2 |                           |                           |  |  |                      |                      |
|  | 7 ABC Amsterdam           | 0                         |                 |   |                           |                           |  |  |                      |                      |
|  | 7 ABC Amsterdam           | 0                         | WCAA Giants     | 3 |                           |                           |  |  |                      |                      |
|  |                           |                           | WCAA Giants     | 3 |                           |                           |  |  |                      |                      |
|  |                           | De Friesland Aris         | 1               |   |                           |                           |  |  |                      |                      |
|  | 3 EiffelTowers            | De Friesland Aris         | 1               | 0 |                           |                           |  |  |                      |                      |
|  | 3 EiffelTowers            |                           |                 | 0 |                           |                           |  |  |                      |                      |
|  | 6 De Friesland Aris       | 2                         |                 |   |                           |                           |  |  |                      |                      |
|  | 6 De Friesland Aris       | 2                         |                 |   |                           |                           |  |  |                      |                      |

## Individuele prijzen
| Prijs                    | Speler             | Club      |
| ------------------------ | ------------------ | --------- |
| Meest Waardevolle Speler | Danny Gibson       | ZZ Leiden |
| All-Star Team            | Danny Gibson       | ZZ Leiden |
| All-Star Team            | Ronny LeMelle      | ZZ Leiden |
| All-Star Team            | Kees Akerboom      | Den Bosch |
| All-Star Team            | Patrick Hilliman   | Rotterdam |
| All-Star Team            | Matt Haryasz       | Groningen |
| Coach of the Year        | Toon van Helfteren | ZZ Leiden |
| Rookie of the Year       | Mohamed Kherrazi   | Amsterdam |

## Statistieken
Hierin zijn alleen spelers opgenomen die meer dan 25 wedstrijden speelden.
| Pos. | Naam             | Club       | GS | PPG  |
| ---- | ---------------- | ---------- | -- | ---- |
| 1    | Danny Gibson     | ZZ Leiden  | 36 | 18,8 |
| 2    | Elijah Palmer    | Weert      | 36 | 17,7 |
| 3    | Torey Thomas     | Nijmegen   | 30 | 17,2 |
| 4    | Todd Hendly      | Zwolle     | 33 | 16,2 |
| 5    | Darryl Monroe    | Leeuwarden | 35 | 16,2 |
| 6    | Ronny LeMelle    | ZZ Leiden  | 36 | 14,6 |
| 7    | Monta McGhee     | ZZ Leiden  | 25 | 14,0 |
| 8    | Larry Gordon     | Zwolle     | 36 | 14,0 |
| 9    | Matt Bauscher    | Groningen  | 36 | 13,9 |
| 10   | Larry Cunningham | Zwolle     | 33 | 13,8 |

| Pos. | Naam               | Club           | GS | RPG  |
| ---- | ------------------ | -------------- | -- | ---- |
| 1    | Patrick Hilliman   | Rotterdam      | 36 | 10,1 |
| 2    | Elijah Palmer      | Weert          | 36 | 9,4  |
| 3    | Monta McGhee       | ZZ Leiden      | 25 | 8,6  |
| 4    | Jason Ellis        | Groningen      | 35 | 8,5  |
| 5    | Larry Gordon       | Zwolle         | 36 | 8,1  |
| 6    | Darryl Monroe      | Leeuwarden     | 36 | 7,9  |
| 7    | Jerome Beasly      | Den Bosch      | 36 | 7,7  |
| 8    | Brandon Griffin    | Bergen op Zoom | 35 | 7,4  |
| 9    | Sergio de Randamie | Amsterdam      | 36 | 7,1  |
| 10   | Bobby Davis        | Nijmegen       | 35 | 6,8  |

#### Assists
| Pos. | Naam               | Club           | GS | APG |
| ---- | ------------------ | -------------- | -- | --- |
| 1    | Torey Thomas       | Nijmegen       | 30 | 2,9 |
| 2    | Jason Dourisseau   | Groningen      | 33 | 2,6 |
| 3    | Matt Bauscher      | Groningen      | 36 | 2,6 |
| 4    | Alton Mason        | Amsterdam      | 36 | 2,3 |
| 5    | Michael Flowers    | Nijmegen       | 29 | 2,3 |
| 6    | Robby Bostain      | Groningen      | 34 | 2,3 |
| 7    | Sergio de Randamie | Amsterdam      | 36 | 2,3 |
| 8    | Dean Oliver        | Den Bosch      | 25 | 2,1 |
| 9    | Jason Ellis        | Groningen      | 35 | 2,1 |
| 10   | Jesse Kimbrough    | Bergen op Zoom | 36 | 2,1 |

1960–1968 · 1968/69 · 1969–1977 · 1977/78 · 1978–2000 · 2000/01 · 2001/02 · 2002/03 · 2003/04 · 2004/05 · 2005/06 · 2006/07 · 2007/08 · 2008/09 · 2009/10 · 2010/11 · 2011/12 · 2012/13 · 2013/14 · 2014/15 · 2015/16 · 2016/17 · 2017/18 · 2018/19 · 2019/20 · 2020/21 · 2021/22